# Análisis de circuitos de corriente alterna
El estudio de un  circuito de corriente alterna es una rama del árbol de la electrónica que permite el análisis del funcionamiento de los circuitos compuestos por materiales resistores, condensadores e inductores conectados a una fuente de corriente alterna. 
En cuanto a su análisis, todo lo visto en los circuitos de corriente continua es válido para los de alterna con la salvedad que habrá que operar con números complejos con ecuaciones diferenciales. Además también se usa las transformadas de Laplace y Fourier para poder calcular sus equivalencias. En estos circuitos, las ondas electromagnéticas suelen aparecer caracterizadas como fasores según su módulo y fase, permitiendo un análisis más sencillo. Además se deberán tener en cuenta las siguientes condiciones:
- Todas las fuentes deben ser sinusoidales.
- Debe estar en régimen estacionario, es decir, después de que los fenómenos transitorios que se producen a la conexión del circuito se hayan atenuado completamente.
- Todos los componentes del circuito deben ser lineales, o trabajar en un régimen tal que puedan considerarse como lineales. Los circuitos con diodos están excluidos y los resultados con inductores con núcleo ferromagnético serán solo aproximaciones.

## Introducción
Un circuito RLC es un circuito en el que solo hay resistencias, condensadores y bobinas. Estos tres elementos tienen por ecuaciones características una relación lineal (sistema lineal) entre tensión e intensidad. Se dice que no hay elementos activos.
- Resistencia: {\displaystyle v(t)=i(t)R\;}
- Condensador: {\displaystyle i(t)=C{dv(t) \over dt}\;}
- Bobina: {\displaystyle v(t)=L{di(t) \over dt}\;}

El funcionamiento del circuito se estudia aplicando las leyes de Kirchhoff, resolviendo un sistema de ecuaciones diferenciales para determinar la tensión e intensidad en cada una de las ramas. Como este proceso se hace extremadamente laborioso cuando el circuito tiene más de dos bobinas o condensadores (se estaría frente a ecuaciones diferenciales de más de segundo orden), lo que se hace en la práctica es escribir las ecuaciones del circuito y después simplificarlas a través de la transformada de Laplace, en la que derivadas e integrales son sumas y restas con números complejos (a esto se le suele llamar dominio complejo), resolver un sistema de ecuaciones lineales complejo y luego aplicarle la transformada inversa de Laplace, y finalmente, devolverlo al dominio del tiempo. (A muchos, esto quizá les suene a nuevo, porque en realidad, lo que se hace siempre es aplicar directamente la transformada de Laplace sin saber que se está usando, mediante reglas nemotécnicas; después resolver el sistema de ecuaciones y por último interpretar los resultados de tensión o intensidad complejos obteniendo automáticamente la respuesta en el tiempo, es decir, aplicando mentalmente la antitransformada de Laplace sin saber que se está haciendo.)
La transformada de Laplace de los elementos del circuito RLC, o sea, el equivalente que se usa para resolver los circuitos es:
- Resistencia:{\displaystyle Z=R+j*0} Es decir, no tiene parte imaginaria.

- Condensador:{\displaystyle Z=-{1 \over \omega C}*j\;} Es decir, no tiene parte real. {\displaystyle \omega } es la pulsación del circuito ({\displaystyle \quad \omega =2\pi f\,\!}) con f la frecuencia de la intensidad que circula por el circuito y C la capacidad del condensador

- Bobina:{\displaystyle \quad Z=+\omega L\,\!*j} Es decir, no tiene parte real. {\displaystyle \omega } es la pulsación del circuito ({\displaystyle \quad \omega =2\pi f\,\!}) con f la frecuencia de la intensidad que circula por el circuito y L la inductancia de la bobina

De forma general y para elementos en un circuito con características de condensador y resistencia o de resistencia y bobina al mismo tiempo, sus equivalentes serían:

### Impedancia compleja
Da la relación entre tensión a ambos lados de un elemento y la intensidad que circula por él en el campo complejo:

{\displaystyle Z=V/I}

Es útil cuando se resuelve un circuito aplicando la ley de mallas de Kirchhoff. La impedancia puede representarse como la suma de una parte real y una parte imaginaria:

{\displaystyle Z=R+jX}

{\displaystyle \scriptstyle {R}} es la parte resistiva o real de la impedancia y 
{\displaystyle \scriptstyle {X}} es la parte reactiva o reactancia de la impedancia.
Unidades: Ohmio Sistema internacional

### Admitancia compleja
Nos da la relación entre la intensidad que circula por un elemento y la tensión a la que está sometido en el campo complejo:

{\displaystyle Y=I/V}

Es útil cuando se resuelve un circuito aplicando la ley de nudos de Kirchhoff (LTK), la admitancia es el inverso de la impedancia:

{\displaystyle Y=\textstyle {1 \over Z}=y_{c}+jy_{s}}

La conductancia {\displaystyle \scriptstyle {y_{c}}} es la parte real de la admitancia y la susceptancia {\displaystyle \scriptstyle {y_{s}}} la parte imaginaria de la admitancia.
Unidades: Siemens (unidad) Sistema internacional

### Interpretación en el tiempo de los resultados complejos
Y ahora a continuación se explica cómo mentalmente, y sin saberlo, se aplica la antitransformada de Laplace, identificando directamente los resultados de los números complejos con su significado en el tiempo:
Sentido físico de la parte imaginaria j (donde se utiliza esta letra en vez de i para evitar confusiones con la intensidad) de las impedancias calculando, sin utilizar estas, la corriente que circula por un circuito formado por una resistencia, una inductancia y un condensador en serie. 
El circuito está alimentado con una tensión sinusoidal y se ha esperado suficientemente para que todos los fenómenos transitorios hayan desaparecido. Se tiene un régimen permanente. Como el sistema es lineal, la corriente del régimen permanente será también sinusoidal y tendrá la misma frecuencia que la de la fuente original. Lo único que no se sabe sobre la corriente es su amplitud y el desfase que puede tener con respecto a la tensión de alimentación. Así, si la tensión de alimentación es {\displaystyle \scriptstyle {V=V_{\circ }\cos(\omega t)}} la corriente será de la forma {\displaystyle \scriptstyle {I=I_{\circ }\cos(\omega t+\varphi )}}, donde {\displaystyle \scriptstyle {\varphi }} es el desfase que no conocemos. La ecuación a resolver será:

{\displaystyle V_{\circ }\cos(\omega t)=V_{R}+V_{L}+V_{C}}

donde {\displaystyle \scriptstyle {V_{R}}}, {\displaystyle \scriptstyle {V_{L}}} y {\displaystyle \scriptstyle {V_{C}}:} son las tensiones entre las extremidades de la resistencia, la inductancia y el condensador. 
{\displaystyle V_{R}\,} es igual a {\displaystyle RI_{\circ }\cos(\omega t+\varphi )}
La definición de inductancia nos dice que:

{\displaystyle V_{L}=L\textstyle {dI \over dt}=L\textstyle {d\left(I_{\circ }\cos(\omega t+\varphi )\right) \over dt}=-\omega LI_{\circ }\sin(\omega t+\varphi )}

La definición de condensador nos dice que {\displaystyle \scriptstyle {I=C{dV_{C} \over dt}}}. Despejando e integrando, se puede comprobar que: 

{\displaystyle V_{C}=\textstyle {1 \over \omega C}I_{\circ }\sin(\omega t+\varphi )}

Así, la ecuación que hay que resolver es:

{\displaystyle V_{\circ }\cos(\omega t)=RI_{\circ }\cos(\omega t+\varphi )-\omega LI_{\circ }\sin(\omega t+\varphi )+\textstyle {1 \over \omega C}I_{\circ }\sin(\omega t+\varphi )}

Hay que encontrar los valores de {\displaystyle \scriptstyle {I_{\circ }}} y de {\displaystyle \scriptstyle {\varphi }} que permitan que esta ecuación sea satisfecha para todos los valores de {\displaystyle \scriptstyle {t}}.
Para encontrarlos, imagínese que se alimenta otro circuito idéntico con otra fuente de tensión sinusoidal cuya única diferencia es que comienza con un cuarto de periodo de retraso. Es decir, que la tensión será

{\displaystyle \scriptstyle {V=V_{\circ }\cos(\omega t-{\pi  \over 2})=V_{\circ }\sin(\omega t)}}

De la misma manera, la solución también tendrá el mismo retraso y la corriente será: {\displaystyle \scriptstyle {I=I_{\circ }\cos(\omega t+\varphi -{\pi  \over 2})=I_{\circ }\sin(\omega t+\varphi )}}. La ecuación de este segundo circuito retardado será:

{\displaystyle V_{\circ }\sin(\omega t)=RI_{\circ }\sin(\omega t+\varphi )+\omega LI_{\circ }\cos(\omega t+\varphi )-\textstyle {1 \over \omega C}I_{\circ }\cos(\omega t+\varphi )}

Hay signos que han cambiado porque el coseno retardado se transforma en seno, pero el seno retardado se transforma en {\displaystyle \textstyle {\mathbf {-} }}coseno.
Ahora se van a sumar las dos ecuaciones después de haber multiplicado la segunda por j. La idea es de poder transformar las expresiones de la forma {\displaystyle \scriptstyle {\cos x+j\sin x}} en {\displaystyle \scriptstyle {e^{jx}}}, utilizando las fórmulas de Euler. El resultado es:

{\displaystyle V_{\circ }e^{j\omega t}=RI_{\circ }e^{j\left(\omega t+\varphi \right)}+j\omega LI_{\circ }e^{j\left(\omega t+\varphi \right)}+\textstyle {1 \over j\omega C}I_{\circ }e^{j\left(\omega t+\varphi \right)}}

Como {\displaystyle \scriptstyle {e^{j\omega t}}} es diferente de cero, se puede dividir toda la ecuación por ese factor:

{\displaystyle V_{\circ }=RI_{\circ }e^{j\varphi }+j\omega LI_{\circ }e^{j\varphi }+\textstyle {1 \over j\omega C}I_{\circ }e^{j\varphi }}

se deduce:

{\displaystyle I_{\circ }e^{j\varphi }=\textstyle {V_{\circ } \over R+j\omega L+\scriptstyle {1 \over j\omega C}}}

A la izquierda se tienen las dos cosas que se quieren calcular: la amplitud de la corriente y su desfase. La amplitud será igual al módulo del número complejo de la derecha y el desfase será igual al argumento del número complejo de la derecha. 
Y el término de la derecha es el resultado del cálculo habitual utilizando el formalismo de impedancias en el cual de tratan las impedancias de las resistencias, condensadores e inductancias de la misma manera que las resistencias con la ley de Ohm.
Vale la pena de repetir que cuando se escribe:

{\displaystyle I=\textstyle {V_{\circ } \over R+j\omega L+\scriptstyle {1 \over j\omega C}}}

se admite que la persona que lee esa fórmula sabe interpretarla y no va a creer que la corriente pueda ser compleja o imaginaria. La misma suposición existe cuando se encuentran expresiones como "alimentamos con una tensión {\displaystyle \scriptstyle {Ve^{j\omega t}}}" o "la corriente es compleja".
Como las señales son sinusoidales, los factores entre los valores eficaces, máximos, pico a pico o medios son fijos. Así que, en el formalismo de impedancias, si los valores de entrada son pico, los resultados también vendrán en pico. Igual para eficaz u otros. Pero no hay que mezclarlos.

### Representación gráfica
Se pueden representar las tensiones de los generadores de tensión y las tensiones entre los extremos de los componentes como vectores en un plano complejo. La magnitud (longitud) de los vectores es el módulo de la tensión y el ángulo que hacen con en eje real es igual al ángulo de desfase con respecto al generador de referencia. Este tipo de diagrama también se llama diagrama de Fresnel.
Con un poco de costumbre y un mínimo de conocimientos de geometría, esas representaciones son mucho más explícitas que los valores o las fórmulas. Por supuesto, esos dibujos no son, en nuestra época, un método gráfico de cálculo de circuitos. Son una manera de "ver" como las tensiones se suman. Esos dibujos pueden facilitar la escritura de las fórmulas finales, utilizando las propiedades geométricas. Encontrarán ejemplos de la representación gráfica en los ejemplos de abajo.

## Resolución de circuitos en corriente alterna
En definitiva, lo que se hace es, sustituir cada uno de los elementos del circuito por su impedancia compleja (gracias a la Transformada de Laplace, véase la explicación arriba), traducir este nuevo circuito con tensiones e intensidades complejas a través del Análisis de nodos (ley de nudos de Kirchhoff) o a través del Análisis de mallas (ley de mallas de Kirchhoff) a un sistema (o ecuación) lineal de n incógnitas con n ecuaciones, resolver el sistema y después interpretar los resultados en números complejos para conocer su significado en el tiempo

### Generalización de la ley de Ohm
La tensión entre las extremidades de una impedancia es igual al producto de la corriente por la impedancia:

{\displaystyle V_{z}=ZI_{z}\,}

Tanto la impedancia como la corriente y la tensión son, en general, complejas.

### Impedancias en serie o en paralelo
Las impedancias se tratan como las resistencias con la ley de Ohm. La impedancia es igual a su suma:
- Serie {\displaystyle Z=Z_{1}+Z_{2}+\cdots +Z_{n}}

La impedancia de varias impedancias en paralelo es igual al inverso de la suma de los inversos:
- Paralelo {\displaystyle Z=\textstyle {1 \over \scriptstyle {{1 \over Z_{1}}+{1 \over Z_{2}}+\cdots +{1 \over Z_{n}}}}}

### Interpretación de los resultados
El resultado de un cálculo de una tensión o de una corriente es, generalmente, un número complejo. Ese número complejo se interpreta de manera siguiente: 
- El módulo indica el valor de la tensión o de la corriente calculada. Si los valores utilizados para los generadores eran los valores pico, el resultado también será un valor pico. Si los valores eran valores eficaces, el resultado también será un valor eficaz.
- El argumento de ese número complejo da el desfase con respecto al generador utilizado como referencia de fase. Si el argumento es positivo la tensión o la corriente calculadas estarán en avance de fase.

### Generadores de tensión o de corriente desfasadas
Si en un circuito se encuentran varios generadores de tensión o de corriente, se elige uno de ellos como generador de referencia de fase. Si la verdadera tensión del generador de referencia es {\displaystyle \scriptstyle {V_{\circ }\cos(\omega t)}}, para el cálculo con las impedancias se escribe su tensión como {\displaystyle \scriptstyle {V_{\circ }}}. Si la tensión de otro generador tiene un avance de fase de {\displaystyle \scriptstyle {\alpha }} con respecto al generador de referencia y su corriente es {\displaystyle \scriptstyle {I_{1}\cos(\omega t+\alpha )}}, para el cálculo con las impedancias se escribe su corriente como {\displaystyle \scriptstyle {I_{1}e^{j\alpha }}}. El argumento de las tensiones y corrientes calculadas será desfase de esas tensiones o corrientes con respecto al generador tomado como referencia.

### Circuitos con fuentes de frecuencias diferentes
Nos surge el problema de que a la hora de calcular las impedancias de los condensadores o bobinas de nuestro circuito, cada una de las fuentes con diferente frecuencia tienen una diferente pulsación, por tanto para el mismo circuito un condensador podría tener tantas impedancias diferentes como fuentes con diferente frecuencia.
Como se trata de circuitos lineales (Sistema lineal) se aplica el Teorema de superposición, de la siguiente manera: se dibujan tantos circuitos, llamémoslos auxiliares, exactamente iguales al original como frecuencias diferentes tienen las fuentes que excitan el circuito salvo porque en cada uno de los circuitos solo se dejan las fuentes tanto de tensión como de intensidad con la misma frecuencia, el resto de fuentes se sustituyen por un cortocircuito y por un abierto respectivamente. Se resuelve cada uno de estos circuitos y después se suman los efectos de cada tipo de fuente, es decir, si se quiere conocer la tensión entre dos puntos se calcula para cada uno de los circuitos auxiliares la tensión que se obtendría, y después se suma, en resumen: el circuito suma de todos los circuitos auxiliares es equivalente al circuito original.

## Casos específicos

### Circuito serie RL

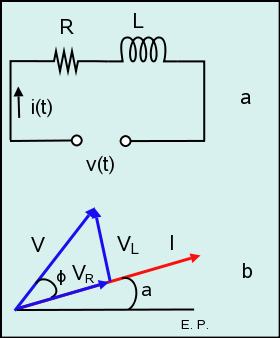
Figura 8. Circuito serie RL (a) y diagrama fasorial (b).

Se supone que por el circuito de la figura 8.ª circula una corriente:

{\displaystyle {\vec {I}}=I_{\ }{\underline {/\alpha }}}

Como {\displaystyle V_{R}} está en fase y {\displaystyle V_{L}} adelantada 90° respecto a dicha corriente, se tendrá:

{\displaystyle {\vec {V}}_{R}=IR_{\ }{\underline {/\alpha }}}

{\displaystyle {\vec {V}}_{L}=I{X_{L}}_{\ }{\underline {/\alpha +90}}}

Sumando fasorialmente ambas tensiones se obtiene la total V:

{\displaystyle {\vec {V}}={\vec {V}}_{R}+{\vec {V}}_{L}=V_{\ }{\underline {/\alpha +\phi }}}

donde, y de acuerdo con el diagrama fasorial de la figura 8b, V es el módulo de la tensión total:

{\displaystyle V={\sqrt {{V_{R}}^{2}+{V_{L}}^{2}}}={\sqrt {({IR})^{2}+({I{X_{L}}})^{2}}}=}

{\displaystyle =I{\sqrt {R^{2}+{X_{L}}^{2}}}}

y φ el ángulo que forman los fasores tensión total y corriente (ángulo de desfase):

{\displaystyle \phi =\arctan \left({\frac {X_{L}}{R}}\right)}

La expresión {\displaystyle {\sqrt {R^{2}+{X_{L}}^{2}}}} representa la oposición que ofrece el circuito al paso de la corriente alterna, a la que se denomina impedancia y se representa Z:

{\displaystyle Z={\sqrt {R^{2}+{X_{L}}^{2}}}}

En forma polar:

{\displaystyle {\vec {V}}=V_{\ }{\underline {/\alpha +\phi }}=IZ_{\ }{\underline {/\alpha +\phi }}=I_{\ }{\underline {/\alpha }}\cdot Z_{\ }{\underline {/\phi }}={\vec {I}}{\vec {Z}}}

con lo que la impedancia puede considerarse como una longitud compleja, cuyo valor, de acuerdo con el triángulo de la figura 9, es:

{\displaystyle {\vec {Z}}=Z_{\ }{\underline {/\phi }}=R+X_{L}j}

Obsérvese que la parte real resulta ser la componente resistiva y la parte imaginaria la inductiva.

### Circuito serie RC

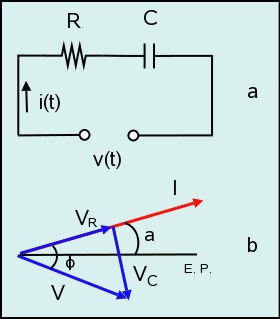
Figura 10. Circuito serie RC (a) y diagrama fasorial (b).

Se supone que por el circuito de la figura 10.ª circula una corriente:

{\displaystyle {\vec {I}}=I_{\ }{\underline {/\alpha }}}

Como {\displaystyle V_{R}} está en fase y {\displaystyle V_{C}} retrasada 90° respecto a dicha corriente, se tendrá:

{\displaystyle {\vec {V}}_{R}=IR_{\ }{\underline {/\alpha }}}

{\displaystyle {\vec {V}}_{C}=I{X_{C}}_{\ }{\underline {/\alpha -90}}}

La tensión total V será igual a la suma fasorial de ambas tensiones,

{\displaystyle {\vec {V}}={\vec {V}}_{R}+{\vec {V}}_{C}=V_{\ }{\underline {/\alpha -\phi }}}

Y de acuerdo con su diagrama fasorial (figura 10b) se tiene:

{\displaystyle V={\sqrt {{V_{R}}^{2}+{V_{C}}^{2}}}={\sqrt {({IR})^{2}+({I{X_{C}}})^{2}}}=}

{\displaystyle =I{\sqrt {R^{2}+{X_{C}}^{2}}}}

{\displaystyle \phi =\arctan({\frac {X_{C}}{R}})}

Al igual que en el apartado anterior la expresión {\displaystyle {\sqrt {R^{2}+{X_{C}}^{2}}}} es el módulo de la impedancia, ya que

{\displaystyle {\vec {V}}=V_{\ }{\underline {/\alpha -\phi }}=IZ_{\ }{\underline {/\alpha -\phi }}=}

{\displaystyle =I_{\ }{\underline {/\alpha }}\cdot Z_{\ }{\underline {/-\phi }}={\vec {I}}{\vec {Z}}}

lo que significa que la impedancia es una magnitud compleja cuyo valor, según el triángulo de la figura 11, es:

{\displaystyle {\vec {Z}}=Z_{\ }{\underline {/-\phi }}=R-X_{C}j}

Obsérvese que la parte real resulta ser la componente resistiva y la parte imaginaria, ahora con signo negativo, la capacitiva.

### Circuito serie RLC

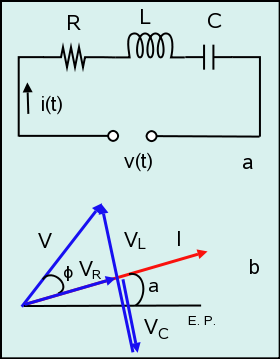
Figura 12. Circuito serie RLC (a) y diagrama fasorial (b).

Razonado de modo similar en el circuito serie RLC de la figura 12 se llega a la conclusión de que la impedancia Z tiene un valor de:

{\displaystyle {\vec {Z}}=Z_{\ }{\underline {/\phi }}=R+(X_{L}-X_{C})j}

siendo φ
{\displaystyle \phi =\arctan \left({\frac {X_{L}-X_{C}}{R}}\right)}
En el diagrama se ha supuesto que el circuito era inductivo ({\displaystyle X_{L}>X_{C}\,}), pero en general se pueden dar los siguientes casos:
- {\displaystyle X_{L}>X_{C}\,}: circuito inductivo, la intensidad queda retrasada respecto de la tensión (caso de la figura 12, donde φ es el ángulo de desfase).
- {\displaystyle X_{L}<X_{C}\,}: circuito capacitivo, la intensidad queda adelantada respecto de la tensión.
- {\displaystyle X_{L}=X_{C}\,}: circuito resistivo, la intensidad queda en fase con la tensión (en este caso se dice que hay resonancia).

### Circuito serie general

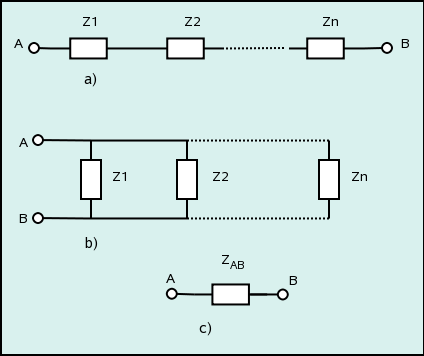
Figura 13. Asociaciones de impedancias: a) serie, b) paralelo y c) impedancia equivalente.

Sean n impedancias en serie como las mostradas en la figura 13.ª, a las que se le aplica una tensión alterna V entre los terminales A y B lo que originará una corriente I. De acuerdo con la ley de Ohm:

{\displaystyle {\vec {Z}}_{AB}={\frac {\vec {V}}{\vec {I}}}}

donde {\displaystyle {\vec {Z}}_{AB}} es la impedancia equivalente de la asociación (figura 13c), esto es, aquella que conectada la misma tensión lterna, {\displaystyle {\vec {V}}}, demanda la misma intensidad, {\displaystyle {\vec {I}}}. Del mismo modo que para una asociación serie de resistencias, se puede demostrar que

{\displaystyle {\vec {Z}}_{AB}={\vec {Z}}_{1}+{\vec {Z}}_{2}+...+{\vec {Z}}_{n}=\sum _{k=1}^{n}{\vec {Z}}_{k}=R_{T}+X_{T}j}

lo que implica:

{\displaystyle R_{T}=\sum _{k=1}^{n}R_{k}} y {\displaystyle X_{T}=\sum _{k=1}^{n}X_{k}}

### Circuito paralelo general
Del mismo modo que en el apartado anterior, se consideran "n" impedancias en paralelo como las mostradas en la figura 13b, a las que se le aplica una tensión alterna "V" entre los terminales A y B lo que originará una corriente "I". De acuerdo con la ley de Ohm:

{\displaystyle {\vec {Z}}_{AB}={\frac {\vec {V}}{\vec {I}}}}

y del mismo modo que para una asociación paralelo de resistencias, se puede demostrar que

{\displaystyle {\vec {Z}}_{AB}={\frac {1}{\displaystyle \sum _{k=1}^{n}{\frac {1}{{\vec {Z}}_{k}}}}}}

Para facilitar el cálculo en el análisis de circuitos de este tipo, se suele trabajar con admitancias en lugar de con las reactancias.

## Ejemplos

### Un radio-generador único

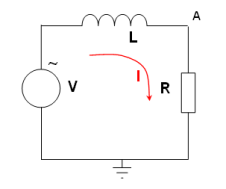
Una inductancia y una resistencia en serie alimentadas por un generador sinusoidal.

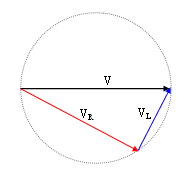
Diagrama de Fresnel (o fasor) de una inductancia y una resistencia en serie. El círculo gris solo sirve de ayuda al dibujo del ángulo recto entre la tensión de la resistencia y la tensión de la inductancia.

En el diagrama de la derecha se tiene un generador sinusoidal {\displaystyle \scriptstyle {V=10\cos(\omega t)}} de 10 volts de amplitud y de una frecuencia de 10 kHz. En serie hay una inductancia de 10 mH y una resistencia de 1,2 k{\displaystyle \scriptstyle {\Omega }}. 
Se calcula la corriente {\displaystyle \scriptstyle {I}} que circula en el circuito:

{\displaystyle I=\textstyle {{V \over Z_{L}+Z_{R}}={V \over j\omega L+R}={10 \over j2\pi 10^{4}0,01+1200}}}

{\displaystyle \textstyle {={10 \over 1200+j628,3}}=0{,}00654-j0{,}003424\,\,A}

Es necesaria la aplicación del cálculo con números complejos si se utiliza esta notación.
El módulo de la corriente es:

{\displaystyle I=\left|\textstyle {10 \over 1200+j628,3}\right|=7,38\,mA}

Como el valor de la tensión del generador que se tomó fue un valor pico (amplitud), el valor de la corriente obtenido también es un valor pico. La corriente eficaz es: {\displaystyle \scriptstyle {I_{\mathrm {ef} }={7,38 \over {\sqrt {2}}}}=5,22\,mA}
La fase de la corriente es el argumento del número complejo 
{\displaystyle \scriptstyle {10 \over 1200+j628,3}}:
{\displaystyle \mathrm {artg} \left(\textstyle {10 \over 1200+j628,3}\right)=-0{,}4823\,\,\mathrm {rad} =-27{,}63^{\circ }}.
La corriente está en retardo de fase con respecto a la fase del generador. Eso es lógico, ya que el circuito es inductivo.
Solo la resistencia disipa potencia:

{\displaystyle P_{R}=\textstyle {1 \over 2}R\left|I\right|^{2}=\textstyle {1 \over 2}1200\cdot \left(7{,}38\,10^{-3}\right)^{2}=32{,}7\,\,mW}

La fracción {\displaystyle \scriptstyle {1 \over 2}} aparece porque el valor de la corriente es el valor pico. 
La tensión entre los extremos de la resistencia es {\displaystyle \scriptstyle {V_{R}=I\,R=(0{,}00654-j0{,}003424)\,1200=7{,}84-j4{,}109\,\,V_{\mathrm {pico} }}}
La tensión eficaz que se leería con un voltímetro sería el módulo de esta tensión dividido por {\displaystyle \scriptstyle {\sqrt {2}}}:
{\displaystyle \scriptstyle {6{,}26\,V_{\mathrm {ef} }}}
La tensión extremada de la inductancia es:

{\displaystyle \scriptstyle {V_{L}=j\omega L\,I\,=j628{,}3\,(0{,}00654-j0{,}003424)=2{,}15+j4{,}109\,V_{\mathrm {ef} }}}

La tensión eficaz leída con voltímetro sería, igualmente: {\displaystyle \scriptstyle {3,28\,V_{\mathrm {ef} }}}
Se constata que la suma de las dos tensiones "complejas" da (teniendo en cuenta los redondeos) la tensión del generador. En cambio, la suma de las dos tensiones leídas con un voltímetro es más grande que la del generador ({\displaystyle \scriptstyle {7,07V_{\mathrm {ef} }}}). Ese resultado es típico de las medidas hechas con un voltímetro en circuitos en los cuales las tensiones no están en fase. Un voltímetro mide módulos en valor eficaz, que no se pueden sumar directamente ya que se está tratando con fasores con sus distintas orientaciones.

### Dos generadores desfasados

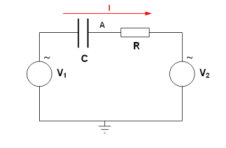
Condensador y resistencia en serie entre dos generadores sinusoidales desfasados.

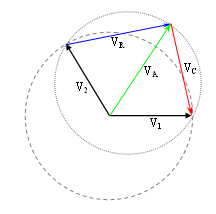
Diagrama de Fresnel correspondiente al segundo ejemplo. El primer círculo sirve de guía a las tensiones de los dos generadores. El segundo para el ángulo recto entre la tensión del condensador y la de la resistencia.

En el circuito de la derecha, un condensador de {\displaystyle \scriptstyle {1\,\mu F}} y una resistencia de {\displaystyle \scriptstyle {3\,k\Omega }} en serie, están conectados entre dos generadores sinusoidales. Se toman como generadores dos fases del suministro trifásico. El generador de izquierda será nuestro generador de referencia {\displaystyle \scriptstyle {V_{1}=230{\sqrt {2}}\cos(314\,t)}}. El generador de derecha está en avance de fase de {\displaystyle \scriptstyle {2\pi /3}}. Es decir, {\displaystyle \scriptstyle {V_{2}=230{\sqrt {2}}\cos(314\,t+{2\pi  \over 3})}}. Con el formalismo de impedancias, el generador de izquierda será {\displaystyle \scriptstyle {V_{1}=230\,V_{\mathrm {ef} }}} y el de derecha {\displaystyle \scriptstyle {V_{2}=230\,e^{j{2\pi  \over 3}}\,V_{\mathrm {ef} }}}.
Se comienza calculando la diferencia de tensión entre los dos generadores:

{\displaystyle V_{12}=230\,\left(1-e^{j{2\pi  \over 3}}\right)=230\,\left(1-\cos \left(\textstyle {2\pi  \over 3}\right)-j\sin \left(\textstyle {2\pi  \over 3}\right)\right)}

{\displaystyle =230\,(1{,}5-j0{,}866)=345-j199{,}19\,V_{\mathrm {ef} }=398{,}37e^{-j0{,}5236}}

El módulo de esta tensión es {\displaystyle \scriptstyle {398{,}37V_{\mathrm {ef} }}} y está retardada de 0,5236 radianes (30°) con respecto a la tensión de referencia.
La corriente que circula es:

{\displaystyle I=\textstyle {{V_{12} \over R+\scriptstyle {1 \over j\omega C}}={398{,}37\,e^{-j0{,}5236} \over {3000-j3185}}={398{,}37\,e^{-j0{,}5236} \over 4375{,}41\,e^{-j0{,}8153}}=0{,}0910\,e^{j0{,}2917}}}

Como los valores de tensión utilizados para los generadores eran valores eficaces, la corriente calculada también viene como valor eficaz: 91 mA en avance de fase 16,71° con respecto a la tensión de referencia.
La tensión entre los extremos de la resistencia es:

{\displaystyle \scriptstyle {V_{R}=R\,I=3000\cdot 0{,}0910\,e^{j0{,}2917}=273\,e^{j0{,}2917}V_{\mathrm {ef} }}}

La tensión entre los extremos del condensador es: 

{\displaystyle \scriptstyle {V_{C}=Z_{C}\,I=-j3185\cdot 0{,}0910\,e^{j0{,}2917}=3185\,e^{-j{\pi  \over 2}}0{,}0910\,e^{j0{,}2917}=289{,}83\,e^{-j1{,}2791}V_{\mathrm {ef} }}}

La tensión entre las extremidades del condensador está en retardo de 73,3° con respecto a la tensión de referencia. Como en el ejemplo precedente, la suma de los módulos de las tensiones (las que se medirían con un voltímetro) de la resistencia y del condensador (563 V) es más grande que la tensión total aplicada (398 V).
La tensión en el punto A del circuito será:

{\displaystyle V_{A}=V_{1}-V_{C}=230-289{,}83\,e^{-j1{,}2791}=230-(83,35-j277{,}6)}

{\displaystyle =146.65+j277{,}6=314\,e^{j1{,}085}\,V_{\mathrm {ef} }}

La tensión del punto A es más grande que la de cada generado